# Halysidota fumosa
Halysidota fumosa är en fjärilsart som beskrevs av William Schaus 1912. Halysidota fumosa ingår i släktet Halysidota och familjen björnspinnare. Inga underarter finns listade i Catalogue of Life.